# Канай (Актюбинская область)
Канай (каз. Қанай) — село в Хобдинском районе Актюбинской области Казахстана. Входит в состав Жарыкского сельского округа. Код КАТО — 154249400.

## Население
В 1999 году население села составляло 269 человек (136 мужчин и 133 женщины). По данным переписи 2009 года, в селе проживало 165 человек (89 мужчин и 76 женщин).